# Saison 4 de Franklin and Bash
Chronologie
Saison 3
Cet article présente les épisodes de la quatrième et dernière saison de la série télévisée américaine Franklin and Bash.

## Diffusion
En France, la quatrième saison est diffusée entre le 31 juillet 2015 et le 13 août 2015 sur Série Club.

## Distribution de la saison

### Acteurs principaux
- Breckin Meyer (VFB : Alexandre Crépet) : Elmo « Jared » Franklin
- Mark-Paul Gosselaar (VFB : Maxime Donnay) : Peter Bash
- Malcolm McDowell (VFB : Philippe Résimont) : Stanton Infeld
- Reed Diamond (VFB : Tony Beck) : Damien Karp
- Toni Trucks : Anita Herrera Haskins[3]
- Anthony Ordonez : Dan Mundy

### Invités
- Rhea Seehorn : Ellen Swatello (épisodes 1, 3, 5, 8 et 10)
- Beau Billingslea (en) : Juge James Douglas (épisodes 1 et 8)
- Willie Garson : Dr Alex Schwartzman[4] (épisode 2)
- Creed Bratton : Judge Patrick Semmer[5] (épisode 2)
- Azie Tesfai : Meg (épisodes 2, 4, 7 et 10)
- Mike Tyson : lui-même[6] (épisode 3)
- John Michael Higgins : Gordon Derringer[6] (épisode 3)
- Patrick Falls : Juge David Viapondo (épisode 4)
- Kat Foster (en) : Wendy Cowell (épisode 4)
- Ernie Hudson : Juge Lawrence Perry (épisodes 5 et 9)
- Jane Seymour : Colleen Bash (épisodes 6 et 7)
- Kevin McKidd : Albert Daugherty, Duke of Weddington[5] (épisode 6)
- James Remar : Cliff Menders[7] (épisode 6)
- George Wendt : Henry « Hank » Shea[8] (épisode 7)
- Kurt Fuller : Eckhart Smits[8] (épisode 7)
- Barry Bostwick : Jake « Falcon » Reilly[9] (épisode 8)
- Cloris Leachman : Irina Lottye Kruskal[9] (épisode 9)
- Jaime Ray Newman : Cheryl Koch[10] (épisode 9)

## Liste des épisodes

### Épisode 1:La Malédiction de Hor Aha
- États-Unis : 13 août 2014 sur TNT[11]
- Canada : 20 août 2014 sur M3[12]
- Belgique : 4 mars 2015 sur La Deux
- Québec : 25 mai 2015 sur Séries+
- France : 31 juillet 2015 sur Série Club

- États-Unis : 1,25 million de téléspectateurs[13] (première diffusion)

### Épisode 2:Docteur Frankenstein
- États-Unis : 20 août 2014 sur TNT
- Belgique : 5 mars 2015 sur La Deux
- Québec : 1er juin 2015 sur Séries+

- États-Unis : 1,201 million de téléspectateurs[14] (première diffusion)

### Épisode 3:Irrésistible attraction
- États-Unis : 27 août 2014 sur TNT
- Belgique : 5 mars 2015 sur La Deux
- Québec : 8 juin 2015 sur Séries+

- États-Unis : 1,289 million de téléspectateurs[15] (première diffusion)

### Épisode 4:Bon flic, mauvais flic
- États-Unis : 3 septembre 2014 sur TNT
- Belgique : 9 mars 2015 sur La Deux
- Québec : 15 juin 2015 sur Séries+

- États-Unis : 1,25 million de téléspectateurs[16] (première diffusion)

### Épisode 5:Gorge profonde
- États-Unis : 10 septembre 2014 sur TNT
- Belgique : 9 mars 2015 sur La Deux
- Québec : 22 juin 2015 sur Séries+

- États-Unis : 1,27 million de téléspectateurs[17] (première diffusion)

### Épisode 6:Le Duc et la danseuse
- États-Unis : 17 septembre 2014 sur TNT
- Belgique : 10 mars 2015 sur La Deux
- Québec : 29 juin 2015 sur Séries+

- États-Unis : 1,52 million de téléspectateurs[18] (première diffusion)

### Épisode 7:Honore ta mère
- États-Unis : 24 septembre 2014 sur TNT
- Belgique : 10 mars 2015 sur La Deux
- Québec : 6 juillet 2015 sur Séries+

- États-Unis : 1,17 million de téléspectateurs[19] (première diffusion)

### Épisode 8:Nid de faucon
- États-Unis : 1er octobre 2014 sur TNT
- Belgique : 11 mars 2015 sur La Deux
- Québec : 13 juillet 2015 sur Séries+

- États-Unis : 790 000 téléspectateurs[20] (première diffusion)

### Épisode 9:Esprit es-tu là?
- États-Unis : 15 octobre 2014 sur TNT
- Belgique : 11 mars 2015 sur La Deux
- Québec : 20 juillet 2015 sur Séries+

- États-Unis : 880 000 téléspectateurs[21] (première diffusion)

### Épisode 10:Les jeux sont faits
- États-Unis : 22 octobre 2014 sur TNT
- Belgique : 12 mars 2015 sur La Deux
- Québec : 27 juillet 2015 sur Séries+

- États-Unis : 980 000 téléspectateurs[22] (première diffusion)

## Audiences aux États-Unis
| N° d'épisode | Titre original                | Titre français            | Chaîne | Date de diffusion originale | Audiences USA (en millions de téléspectateurs) |
| ------------ | ----------------------------- | ------------------------- | ------ | --------------------------- | ---------------------------------------------- |
| 1            | The Curse of Hor-Aha          | La malédiction de Hor Aha | TNT    | 13 août 2014                | 1.25                                           |
| 2            | Kershaw vs. Linecum           | Docteur Frankenstein      | TNT    | 20 août 2014                | 1.201                                          |
| 3            | Love Is the Drug              | Irrésistible attraction   | TNT    | 27 août 2014                | 1.289                                          |
| 4            | Good Cop/Bad Cop              | Bon flic, mauvais flic    | TNT    | 3 septembre 2014            | 1.25                                           |
| 5            | Deep Throat                   | Gorge profonde            | TNT    | 10 septembre 2014           | 1.27                                           |
| 6            | Dance the Night Away          | Le Duc et la danseuse     | TNT    | 17 septembre 2014           | 1.52                                           |
| 7            | Honor Thy Mother              | Honore ta mère            | TNT    | 24 septembre 2014           | 1.17                                           |
| 8            | Falcon's Nest                 | Nid de faucon             | TNT    | 1er octobre 2014            | 0.79                                           |
| 9            | Spirits in the Material World | Esprit es-tu là?          | TNT    | 15 octobre 2014             | 0.88                                           |
| 10           | Red or Black                  | Les jeux sont faits       | TNT    | 22 octobre 2014             | 0.98                                           |